# Pauline Peters
Pauline Peters (28 de agosto de 1896 – ?) foi uma atriz britânica.

## Filmografia selecionada
- Trent's Last Case (1920)
- The Loudwater Mystery (1921)
- The Mayor of Casterbridge (1921)
- The Lilac Sunbonnet (1922)
- Deadlock (1931)